# Gentil-Haus

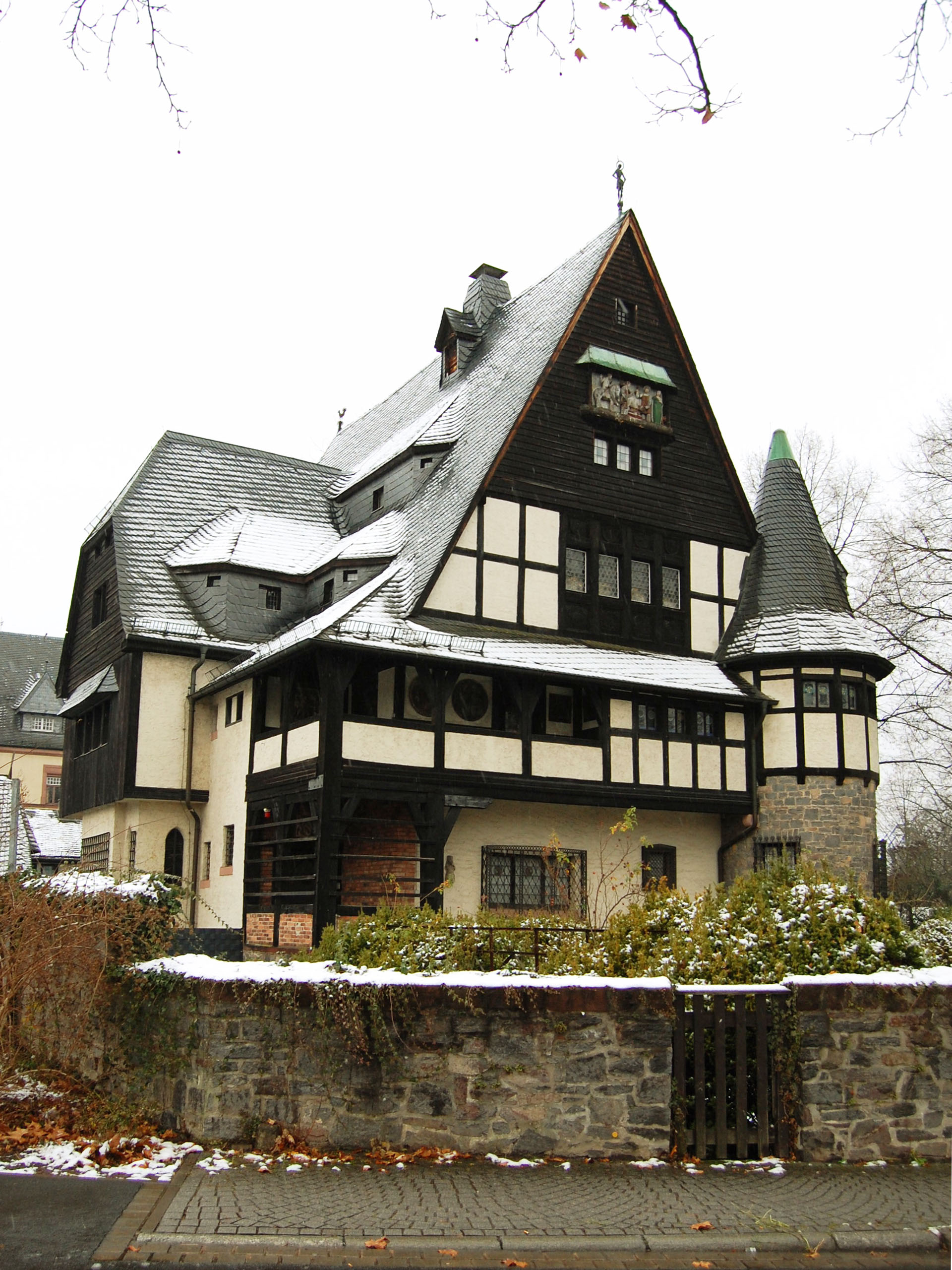
Dom Gentila

Gentil-Haus (z niem. Dom Gentila) – muzeum w Aschaffenburgu, które prezentuje zbiory sztuki zgromadzone przez Antona Gentila, aschaffenburskiego przemysłowca oraz kolekcjonera dzieł sztuki. Budynek znajduje się przy Grünewaldstraße 20.

## Budynek
Anton Gentil rozpoczął dość wcześnie zbieranie dzieł sztuki, dla których chciał posiadać specjalny budynek, gdzie mógłby je przechowywać. W tym celu zakupił działkę budowlaną i na przełomie lat 1923/24 nadzorował budowę zaplanowanego przez siebie „domu dla sztuki”. Gentil odpowiadał osobiście za wykonanie wszystkich odlewów, snycerki, tkanin oraz elementów kutych. Obiekt dzięki temu posiada m.in. 22 różne lampy (na ścianach, sufitach), które zostały także zaprojektowane przez Gentila. Część z nich posiada kolorowe wykończenia w postaci barwnego szkła, w wyniku czego w pomieszczeniach domu ma miejsce gra światła i mroku o różnej intensywności i odcieniach. Przyjaciel Antona Gentila – Ludwig Eberle (rzeźbiarz i malarz) uczył swojego fachu przemysłowca oraz pomagał mu w tworzeniu projektu budynku, jak i wyposażenia jego wnętrz.
„Wniósł on do domu pomieszczenia o ezoterycznym wydźwięku, a także pokoje-relikwie ze starymi rzeźbami z drewna, chrześcijańskimi elementami ozdobnymi ołtarzy oraz Buddę ze specjalnie zabudowanymi organami.” Kati Wolf, Das Gentilhaus, Aschaffenburg 1989.

## Kolekcja dzieł sztuki
Przez blisko 50 lat swojej działalności kolekcjonerskiej Anton Gentil zgromadził blisko dwa tysiące eksponatów.
Średniowiecze
- krucyfiks, drewno, klasztor w Lorsch, XII wiek
- stojąca Madonna z Dzieciątkiem, drewno, Francja, początek XIII wieku
- Tron łaski, drewno, Niemcy, XIV wiek
- Madonna stojąca na półksiężycu, drewno, Salzburg, ok. 1470 roku
- Ostatnia Wieczerza z Ering am Inn, drewno, koniec XV wieku ze współczesnym obramowanie autorstwa Hansa Freya (1924/25)
- ołtarz skrzydłowy, Frankonia (szkoła Wita Stwosza), ok. 1520 roku

Rzeźby z Dalekiego Wschodu
- Simhanada Avalokiteshvara, Chiny, Guanyin, epoka Yuan (do ok. 1368 roku) lub wczesna epoka Ming (1368-1644),
- pozłacany stojący Budda na masywnym cokole z brązu, Tajlandia, XIX wiek

Malarstwo niemieckie i niderlandzkie
- Herkules u Omfale, olej na drewnie, Lucas Cranach starszy, ok. 1535 roku z ramami z XVII wieku
- tryptyk, Niderlandy, wczesny XVI wiek

Malarstwo XVI-XVIII w.
- Wenus i Kupid, olej na drewnie, Dirk de Quade van Ravesteyn(inne języki), ok. 1600 roku
- Adam i Ewa, drewno, Antwerpia, ok. 1600 roku

Rzeźba z XIX i XX wieku
- Constantin Meunier, Górniczka, rzeźba z brązu, ok. 1885 roku
- Hermann Hahn(inne języki), Adam z jabłkiem, rzeźba z brązu, ok. 1895 roku
- Ludwik Eberle, Nosicielka wody, brąz, ok. 1916 roku
- Otto Gentil(inne języki), Młody jeździec, Święty Grzegorz na koniu jako zabójca smoka, Jan Chrzciciel, rzeźby z brązu, po 1945 rok

Malarstwo XIX i XX w.

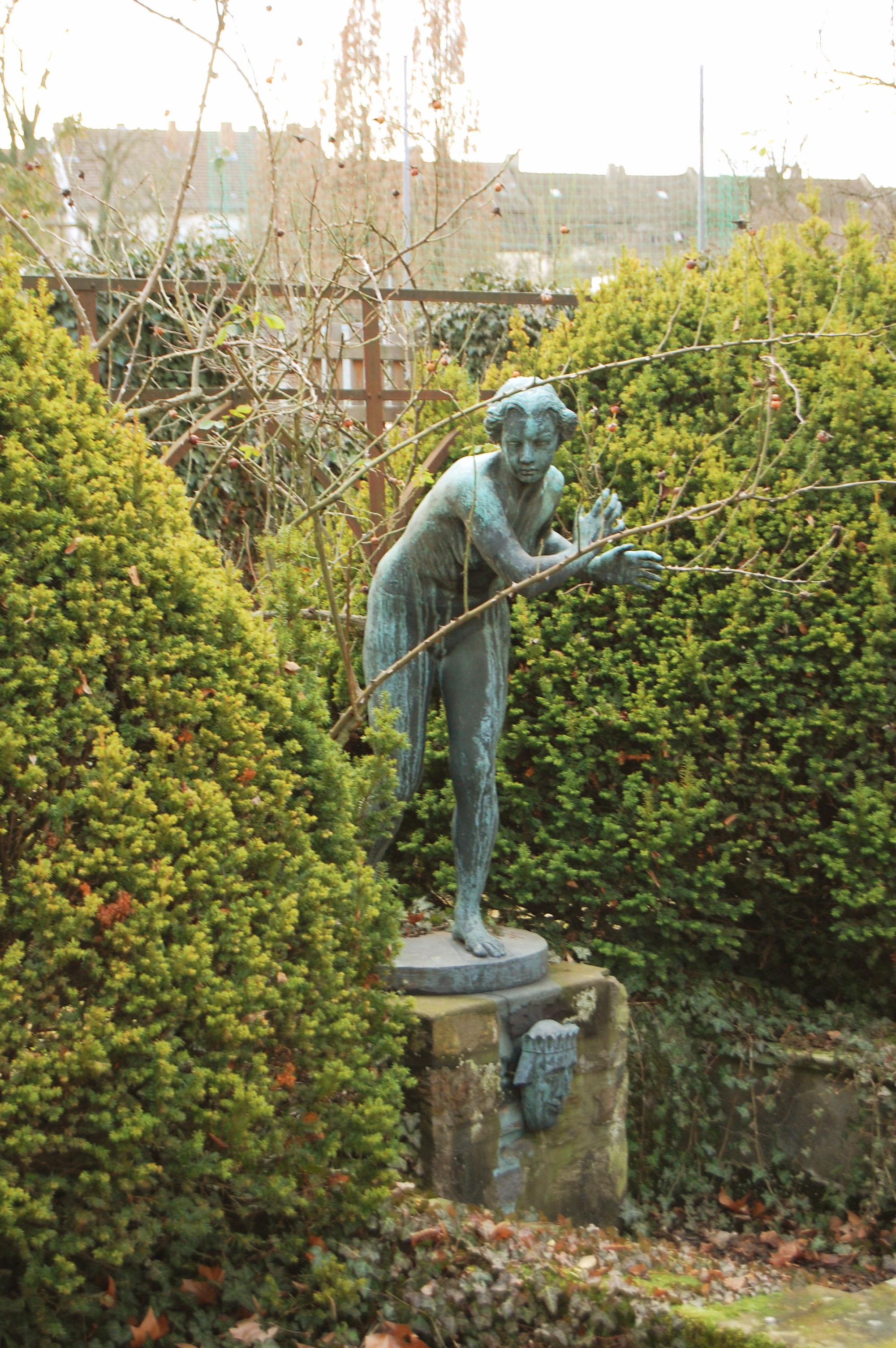
Jedna z rzeźb w ogrodzie Domu Gentila

- Fritz Boehle(inne języki), Autoportret, ok. 1896 roku
- Hugo König(inne języki), Dziewczyna przed kwtinącymi gałęziami, 1899 rok
- Franz von Stuck, Meduza, ok. 1892 roku; Bachantka, 1905 rok
- Curt Ullrich(inne języki), Dama z kapeluszem, 1904 rok
- Hugo von Habermann(inne języki), Brzemię, 1905 rok
- Otto Flechner, Żebraczka, ok. 1909 roku
- Ivan Thiele(inne języki), Głowa Bretonki, 1908 rok

Sztuka ludowa
- kamienny znak z Nadrenii i Westerwald, pomiędzy XVI i XVIII wiekiem
- ceramika z obszarów nad Dolnym Renem, XVIII-XIX wiek
- fajans z Persji, XVIII wiek
- malowane butelki, XVIII wiek

Anton Gentil kolekcjonował także grafiki wczesnego XVI wieku, m.in. Lucasa Cranacha Starszego.

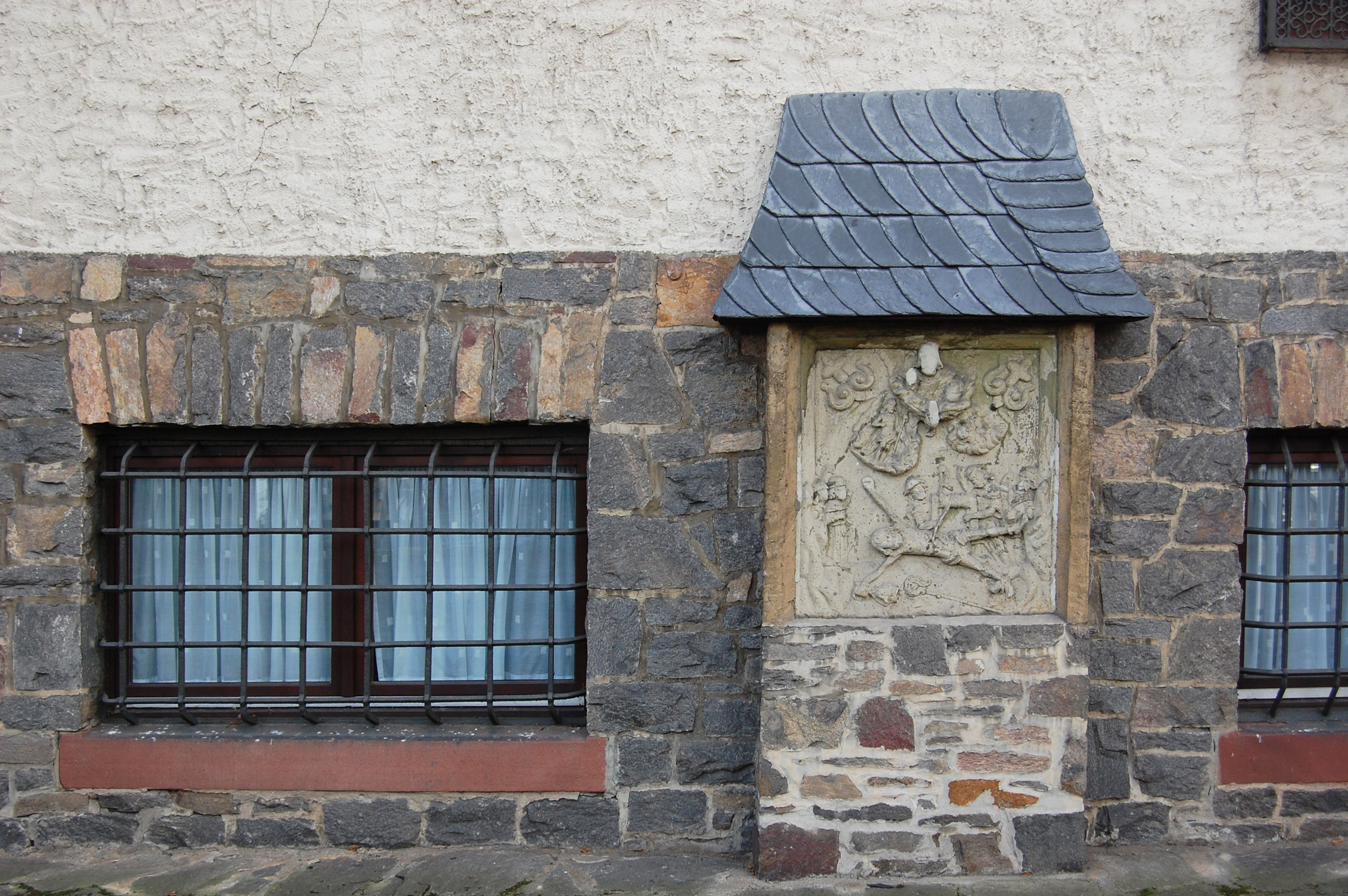
Ozdoby fasady

Aschaffenburski przemysłwoiec zapisał się w historii także jako kolekcjoner, ale i wytwórca odlewów znanych rzeźb.
Perełką w kolekcji Antona Gentila jest szopka z Linzu (Południowy Tyrol), która składa się z blisko 500 pomalowanych figurek o wysokości 12 cm każda z drzewa lipowego i cypryjskiego. Razem z wykonanymi do szopki budynkami i kulisami można odwtorzyć za jej pomocą sceny: Narodziny Chrystusa, Obrzeżanie, Ukłon Trzech Króli, Wesele w Kanie, 12 letni Chrystus w Świątyni oraz Oczyszczenie Świątyni. Szopka doznała podczas drugiej wojny światowej znacznych uszkodzeń.
W 1929 r. Anton Gentil zlecił zamontowanie w swoim domu instrumentu Welte-Mignon typu III-IV, na którym można grać. Istnieje także możliwość automatycznego odsłuchiwania zarejestrowanych utworów – dzieł van Beethovena, Schuberta, Verdiego i Wagnera. Ulubionymi kompozycjami Antona Gentila były m.in. dzieła: „Chwała Boga z natury” autorstwa van Beethovena oraz „Samson i Dalila” Camille’a Saint-Saëns.
Dom Gentila można zwiedzać w ramach zorganizowanych oprowadzeń. Część dzieł sztuki zgromadzonych przez Antona Gentila znajduje się w Muzeum Kościelnym Miasta Aschaffenburg i są tam prezentowane pod nazwą: „Ze zbiorów Gentila”.